# Киевский государственный мюзик-холл
Киевский государственный мюзик-холл (укр. Київський мюзик-хол) — музыкальный театр в Киеве, Украина.

## История
Создан в 1974 году при Укрконцерте.
С 1979 года стал самостоятельным коллективом, с 1984 — Киевский государственный мюзик-холл. В репертуаре Киевского музыкантов-холла были эстрадные, цирковые и балетные номера, сюиты. Находился по адресу: ул. Сырецкая, 29.
В 1978—1982 годах художественным руководителем мюзик-холла был народный артист УССР Л. Г. Силаев, затем Игорь Афанасьев, с 1984 года — В. В. Козаченко. Главным режиссёром был народный артист Украины А. М. Зайцев, главным балетмейстером — Алла Рубина. Сценарии выступлений писал Роберт Виккерс
В составе труппы в разные годы были Николай Гнатюк, Иван Попович, Наталья Рожкова, Таисия Повалий, Николай Мозговой, Виктор Шпортько, Ирина Шведова, Лидия Видаш, Лилия Сандулеса и другие, с мюзик-холлом на гастроли выезжали Тарапунька и Штепсель.
Актеры мюзик-холла снимались в хореографических сценах фильмов «Бушует „Маргарита“» и «Вариант „Зомби“».
Мюзик-холл прекратил свою деятельность в 2005 году.